# مقاطعة جرنغراتة
جرنغراتة أو تشونغراد (بالمجرية: Csongrád megye) هي مقاطعة إدارية في المجر الجنوبية, على الحدود مع رومانيا وصربيا علع ضفتي نهر التيسا. تُشارك الحدود مع المقاطعات المجرية باتش-كيسكون، ياس-نادكون-سولنوك, وبكيش. عاصمة مقاطعة تشونغراد هي سيجد. هي تُكون منطقة دوناب-كريش-مورش-تيسا الأوروبية.

## جغرافية

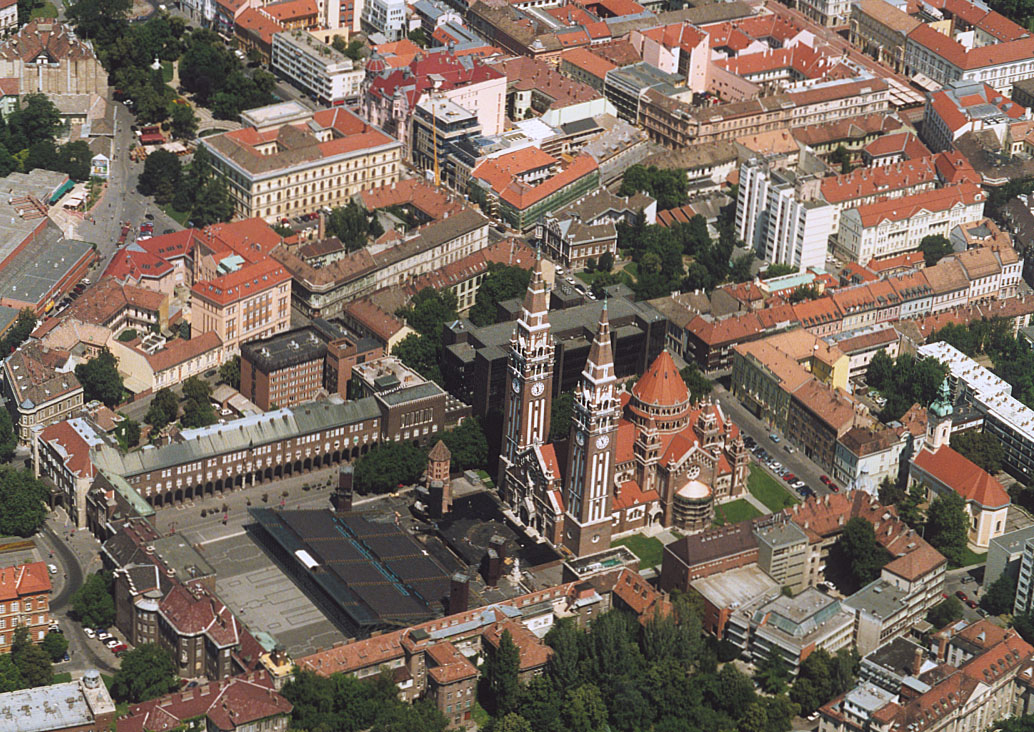
صورة جوية لسغد

مقاطعة تشونغراد مُسطحة. لديه عدد كبير من ساعات الإشراق والتربة ممتازة، مما يجعل منها أهم منطقة زراعية في المجر. منتجاتها الشهيرة هي البصل من ماكو والفلفل الحلو من سغد، لكن الحبوب والخضر والفاكهة تشمل أيضا. نصف البصل والفلفل والخضراوات التي تُنتج في المجر من تشونغراد. المقاطعة أيضا غنية بالنفط والغاز الطبيعي.
وأعلى نقطة هي أستوهالوم (125 م)، والأقل هي ديلارت (78 م؛ أدنى نقطة في المجر).

## السكان
بعد الاحتلال العثماني، في عام 1715 كانت مقاطعة شبه خالية، وكان عدد كثافة سكانها أقل من 5 أشخاص لكيلومتر مربع. في القرن 18 و19 استوطنها المجريين العرقيين من المقاطعات الشمالية والغربية المكتظة بالسكان نسبيا من مملكة المجر. الآن المقاطعة هي موطن ل423،826 (216،936 شخص يعيشون في المقاطعات المدن، وتبلغ الكثافة السكانية 100 شخص لكيلومتر مربع. انها ذات أغلبية مجرية.